# ليون مارشان
ليون مارشان (مواليد 17 مايو 2002) هو سباح فرنسي، حصل على الميدالية الذهبية في سباق 200 و400 متر متنوع في بطولة العالم للألعاب المائية 2022، وفي أولمبياد باريس 2024 حصل على ميداليتين ذهبيتين بسباق 200 متر فراشة و200 متر صدر حيث كسر الرقم الأوليمبي في السباقين.وحصد الميدالية الذهبية الثالثة في سباق 400 متر متنوعة، وتوج بالميدالية الذهبية الرابعة بعد فوزه بسباق 200 متر متنوّعة بزمن أولمبي قياسي بلغ دقيقة و54.06 ثانية، بفارق 0.06 ثانية عن الزمن العالمي.